# Клинтон (Небраска)
Клинтон (енгл. Clinton) град је у америчкој савезној држави Небраска.

## Демографија
По попису из 2010. године број становника је 41, што је 11 (36,7%) становника више него 2000. године.
| Група             | 2000.      | 2010.      |
| Белци             | 29 (96,7%) | 31 (75,6%) |
| Афроамериканци    | 0 (0,0%)   | 1 (2,4%)   |
| Азијати           | 0 (0,0%)   | 0 (0,0%)   |
| Хиспаноамериканци | 0 (0,0%)   | 1 (2,4%)   |
| Укупно            | 30         | 41         |